# 맨츄리안 켄디데이트 (1962년 영화)
《맨츄리안 켄디데이트》(영어: The Manchurian Candidate)는 미국에서 제작된 존 프랭컨하이머 감독의 1962년 네오누아르 심리 정치 스릴러 영화이다. 조지 엑설로드가 각본을 쓰고 제작에도 참여하였으며, 프랭크 시나트라 등이 출연하였다.
영화 줄거리는 정치적으로 큰 영향력을 행사하는 집안에 속한 6.25 전쟁 참전 군인 레이먼드 쇼를 중심으로 전개된다.
이 영화는 1972년 10월 24일 미국에서 개봉되었다. 1994년 미국 의회도서관에 의해 문화적으로, 역사적으로, 미적으로 중요함을 인정받아 미국 국립영화등기부에 선정, 보존되었다.

## 줄거리
6.25 전쟁 막바지에 미군 소대원들이 소련과 중국 군인들에게 전쟁 포로로 붙잡혔다가 3일 후에 돌아온다. 레이먼드 쇼 병장은 소대 지휘관 베넷 마코 대위의 추천으로 명예 훈장을 받고, 소대원들로부터는 영웅으로 칭송을 받는 한편 상원 의원을 남편으로 둔 쇼의 어머니는 이를 정치적으로 이용하려고 한다. 그러나 후에 마코는 악몽에 시달리면서 숨겨진 진실을 쫓는다. 사실 쇼는 세뇌를 당해 자각하지 못하는 사이 국제적인 공산주의 집단을 위해 일하는 암살자가 되어 있는 상태이다.

## 출연진
- 프랭크 시나트라
- 로런스 하비
- 재닛 리
- 앤절라 랜즈베리
- 헨리 실바
- 제임스 그레고리
- 레슬리 패리시
- 존 맥가이버
- 카이 디
- 제임스 에드워즈
- 더글러스 헨더슨
- 앨버트 폴슨
- 배리 켈리
- 로이드 코리건
- 마담 스피비

## 기타 제작진
- 미술: 리처드 실버트
- 의상: 모스 메이브리

## 같이 보기
- 첩보 영화